# Bisdom Espinal
Het bisdom Espinal (Latijn: Dioecesis Espinalensis) is een rooms-katholiek bisdom met als zetel Espinal, in Colombia. Het bisdom is suffragaan aan het aartsbisdom Ibagué. 

## Geschiedenis
Het bisdom werd opgericht op 18 maart 1957, uit delen van het bisdom Ibagué, en was suffragaan aan het aartsbisdom Popayán. Op 14 december 1974 veranderde het van kerkprovincie en werd suffragaan aan het nieuw verheven aartsbisdom Ibagué. 

## Parochies
Het bisdom had in 2021 een oppervlakte van 14.000 km2 en telde 756.800 inwoners waarvan 87,8% rooms-katholiek was.

## Bisschoppen
- Jacinto Vásquez Ochoa (22 december 1956 - 12 december 1974)
- Hernando Rojas Ramirez (12 december 1974 - 1 juli 1985; coadjutor sinds 26 april 1972)
- Alonso Arteaga Yepes (25 oktober 1985 - 30 oktober 1989)
- Abraham Escudero Montoya (30 april 1990 - 2 februari 2007)
- Pablo Emiro Salas Anteliz (24 oktober 2007 - 18 augustus 2014)
- Orlando Roa Barbosa (30 mei 2015 - 29 mei 2020)
  - Jaime Muñoz Pedroza (apostolisch administrator: 18 juli 2020 - 6 februari 2021)
- Miguel Fernando González Mariño (19 december 2020 - heden)

## Galerij van afbeeldingen

Wapen van het bisdom Espinal

Ibagué (aartsbisdom) · Espinal · Garzón · Líbano-Honda · Neiva